# Шелюжко Лев Андрійович
Лев Андрійович Шелю́жко  (14 (26) вересня 1890, Київ — 22 вересня 1969, Мюнхен) — український ентомолог, лепідоптеролог, акваріуміст. Організатор одного з найбільших в Європі риборозплідників, піонер аматорської акваріумістики, збирач однієї з найбільших у світі колекцій лускокрилих. Виходець з родини мільйонера, всі свої зусилля спрямував на дослідження риб і лускокрилих. Учасник багатьох зоологічних експедицій, один із перших співробітників Всеукраїнської академії наук. Під час німецько-радянської війни емігрував до Німеччини.

## Біографія

### Дитинство й початки колекції (1890—1908)
Походив з родини багатого землевласника. Батько, Андрій Іванович Шелюжко, мав освіту агронома, був любителем і колекціонером метеликів. Під час своїх поїздок на Північний Кавказ (район Мінеральних Вод, у Дагестан), у Туркменістан, Тамбовську губернію збирав комах, що надалі стали початком однієї з найбільших колекцій у світі.
Початкову освіту Лев здобував вдома, де оволодів англійською, французькою, німецькою мовами. З 1900 по 1908 рік навчався в Київській першій імператорській Олександрівській гімназії, яку закінчив із золотою медаллю. У цей же час (1902—1903) розпочав збирати колекцію метеликів зі знахідок на околицях Києва. Далі разом із батьком їздив по Україні, до Уфимської губернії, відпочивав з родиною у Криму, Боржомі, Бад-Кіссінгені (Баварія), Карлсбаді, Швейцарії, Італії, Далмації, Герцеговині, Греції — і звідусіль привозив багаті збори метеликів.
Паралельно цікавився акваріумістикою. Вже у 1907 році виступив із доповіддю на зібранні Київського товариства любителів природи «Сомові і їхнє розведення в акваріумі».

### Підприємець і колекціонер (1908—1920)

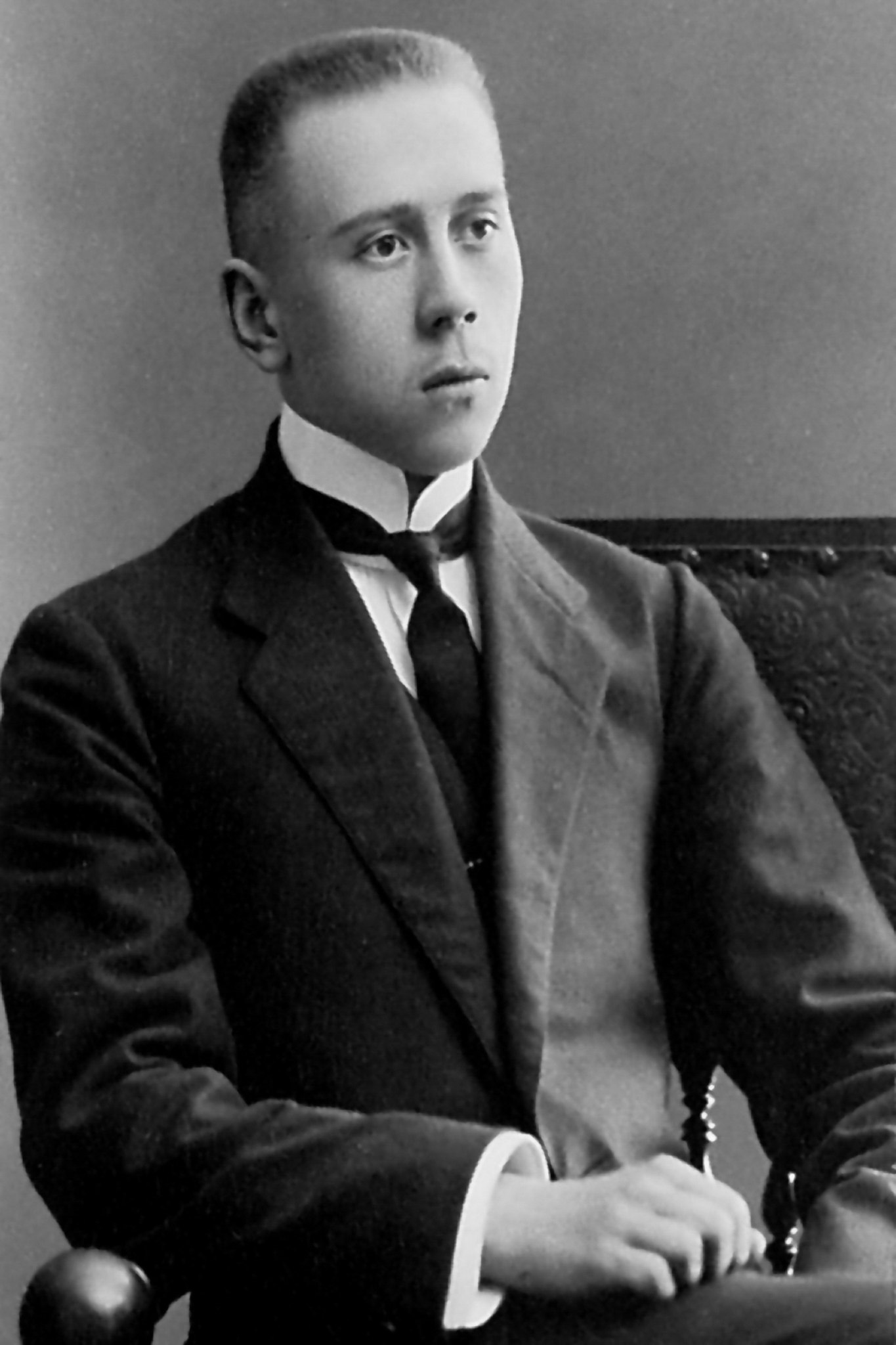
Молодий Лев Шелюжко (початок 1910-х років)

У 1908 році вступив на природниче відділення Київського університету Св. Володимира, який закінчив у 1912 році. Тоді ж розпочав власну комерційну діяльність — відкрив риборозплідник, перший у Російській імперії. Влаштував його у флігелі-оранжереї біля садиби Шелюжків (Київ, вул. Львівська, нині Січових Стрільців, 45А) і розмістив на цій площі 256 акваріумів та басейнів для розведення тропічних риб та водяних рослин. У цей час Шелюжко не лише займався комерцією, але й зробив перші описи біології риб, написав рекомендації з акваріумістики, критичні статті щодо наукових робіт з іхтіології. Також став завідувачем секції акваріумів київського відділення Товариства любителів рослин і акваріумів.
Прибутки від підприємства Шелюжко здебільшого вкладав у розширення лепідоптерологічної колекції через найманих збирачів, купівлю цілих колекцій за кордоном тощо. Зокрема, у такий спосіб було куплено колекції француза А. Деккерта, російського ентомолога Леоніда Круліковського, П. І. Трусевича. До 1917 року в колекції було 200 тис. екземплярів. Коли з наближенням фронту Першої світової війни до Києва Шелюжко вирішив евакуювати її до Ростова, довелося замовити два залізничних вагони для 20 ентомологічних шаф по 81 шухляді у кожному. 1916 року таким же чином колекція повернулася до Києва.
Шелюжко підтримував зв'язок із багатьма сучасними йому ентомологами, зокрема з Антоном Ксєнжопольським. У 1916 році до Шелюжка приїхав російський ентомолог Леонід Круліковський для опрацювання матеріалів колекції. Під час бурхливих подій у 1917—1918 роках робота тривала, попри артилерійські обстріли Києва та вуличні бої. 1918 року, після заснування Всеукраїнської академії наук, Шелюжка та Круліковського призначили членами фауністичного комітету, а 1919&-гоnbsp;р. — співробітниками новоствореного Зоологічного музею ВУАН. На жаль, передчасна смерть Круліковського у 1920 році не дозволила закінчити наукову працю — повний аналіз лускокрилих фауни України.

### У Зоологічному музеї ВУАН (1920—1933)
У 1920–1933 роках Шелюжко продовжував працювати співробітником Зоологічного музею ВУАН. За цей час він опублікував серію робіт з систематики і фауністики лускокрилих в українських, німецьких, австрійських наукових журналах.
За радянської влади садибу та риборозвідню Шелюжка було націоналізовано. Через нестачу палива взимку всі риби та рослини загинули.
У січні 1930 року Шелюжко звернувся до Зоологічного музею ВУАН із запискою щодо умов передачі власної колекції музею. Зокрема, він писав:
| …продовжуючи усі ці роки свою наукову роботу із вивчення лускокрилих, так само як поповненням та розширенням моєї колекції, я дійшов переконання, що робота моя без державної підтримки не може дати належної ефективності, так само, як і колекція моя не може одержати широти подальшого розвитку. Враховуючи ці моменти… я пропоную принести усю мою колекцію в дар Зоологічному музеєві ВУАН з тим, що мені буде забезпечена спроможність роботи з колекцією та її поповнення та розвитку протягом решти мого життя |

Також Шелюжко просив надати йому довічну штатну посаду хранителя колекції «з окладом старшого зоолога Музею, але не менше 200 рублів на місяць», надати колекції статус самостійного підрозділу з гарантією її неподільності, передати їй значне приміщення, виготовити додаткові шафи, найняти лаборанта-препаратора, закупити обладнання та літературу для подальших досліджень. Також Шелюжко вимагав викупити в нього наявні ентомологічні шафи, що він оцінив у 15 тис. рублів, тоді як уся колекція передавалася безкоштовно й оцінювалася у 200 тис. рублів. Однак такі умови через фінансову скруту Зоомузею не могли бути виконані.

### Зоологічний музей університету і експедиції (1933—1941)
У 1933 році Шелюжко перейшов до Зоологічного музею відновленого Київського університету під керівництвом Володимира Артоболевського, який перетворював музей з навчальної бази на науковий центр. Організовувалися експедиції по СРСР з метою поповнення фондів музею. Колекція Зоомузею швидко зростала і за рахунок купівлі приватних колекцій, і за рахунок експедицій.
За 7 років перед війною зусиллями Шелюжка музей закупив близько 30 колекцій метеликів, зокрема колекції Антона Ксєжнопольського (багаторічного колеги Шелюжка), що налічувала близько 28 тисяч екземплярів; Ф. Ф. Вайдінгера — близько 23 тисяч метеликів з Сибіру, Казахстану, Середньої Азії, околиць Києва і Теберди; Н. М. Єгорова — 6600 екземплярів з Кавказу і Закавказзя; А. К. Мольтрехта — 1500 екземплярів переважно з Далекого сходу і Північного Кавказу; Б. П. Ткачукова — близько 10 тисяч лускокрилих з Вірменії, до того ж переважно з місцевостей, що перейшли до Туреччини.
Науковий співробітник Шелюжко від'їжджав до району Теберди на Північному Кавказі, де збирав лускокрилих з 22 липня по 2 вересня 1933 року. Район досліджень був обраний за порадою Сергія Четверикова, який ловив там метеликів у 1912 році. За результатами зборів Шелюжко опублікував 4 роботи.

Географічна етикетка голотипа мухи Urelliosoma pamirica (Tephritidae) з Паміру, заповнена рукою Лева Шелюжка (1937 рік)

Шелюжко брав участь у комплексній експедиції на Західний Памір (4 місяці у 1937 році), організував експедиції у Вірменію (1938) і Дагестан (1939). Вірменська експедиція тривала з 5 червня по 30 серпня. Дослідники працювали на північних схилах Айоцдзорського пасма, де зібрали не менше 11,5 тисяч метеликів. Експедиція до Дагестану проходила з 14 липня по 5 вересня в районі селищ Усухчай і Куруш. Під час роботи Шелюжко захворів на малярію, тому від сходження на місцеву гору Шахдаг довелося відмовитись. Сумарно за ці роки було зібрано 47500 екземплярів лускокрилих.
У 1936 році Шелюжко запропонував Артоболевському безоплатно передати свою колекцію Зоомузею на тих же умовах, що він пропонував музею ВУАН. Цього разу умови було прийнято. При музеї було створено відділ ентомології, лаборантом відділу стала Н. С. Павлицька, у 1937 році у відділ переходить викладач кафедри біології Київського медичного інституту Микола Образцов. У 1940 році колекція, що складалася з 350 тисяч лепідоптерів, посіла своє місце в музеї, а Шелюжко з Образцовим почали роботу з об'єднання всіх колекцій в єдину систему.
У 1936 році Шелюжку присвоїли звання доцента, з 1939 року він став завідувачем лепідоптерного музею Київського університету.

### Війна та еміграція (1941—1969)
Війна та окупація Києва німцями з 19 вересня 1941 року перервала цю роботу. Керівництво університету при евакуації не оцінило вартості музейних фондів і залишило їх в окупації. У Києві залишився й Шелюжко зі співробітниками, що продовжували працювати у музеї, хоча університет було закрито. Перед наступом радянських військ восени 1943 року найцінніші ентомологічні колекції музею (перш за все колекцію метеликів Шелюжка) було відправлено як трофей до Німеччини. Шелюжко не міг полишити справу свого життя і тому з деякими іншими українськими ентомологами (Миколою Образцовим, Н. Павлицькою, Сергієм Парамоновим) також виїхав разом з німецьким керівництвом Музею та Інституту зоології. У Кенігсбергу він деякий час працював в університеті. Під час наступу радянських військ у 1944 році німці розпочали евакуацію колекції в Мюнхен, туди ж вирушили Шелюжко, Павлицька і Образцов. Але 5 вантажних вагонів були відрізані наступаючими радянськими частинами, як і все німецьке угруповання в Пруссії. Кинуті напризволяще вагони були знайдені одним з офіцерів та відправлені до Москви. Там їх у 1946 році випадково знайшов інший відомий ентомолог Вадим Совинський та з допомогою орнітолога Київського університету Михайла Воїнственського, повернув колекцію до Києва, де вона зберігається і досі в Зоологічному музеї Київського національного університету імені Тараса Шевченка.
Шелюжко, потрапивши до Мюнхена, почав працювати у професора В. Форстера, з яким він підтримував зв'язок ще з 1936 року. З 1 квітня 1946 року був зарахований науковим співробітником Зоологічної державної колекції Мюнхена. Там він і працював до осені 1961 року, коли пішов на пенсію. У 1952 році брав участь у експедиції до Кот-д'Івуару, звідки привіз збори лускокрилих та риб. Впорядковував зібрання музею і далі до смерті 22 серпня 1969 року.

## Науковий внесок
Автор наукових праць з ентомології, зоології і біології в українських, російських, німецьких, англійських і французьких наукових журналах.

### «Батько української акваріумістики»

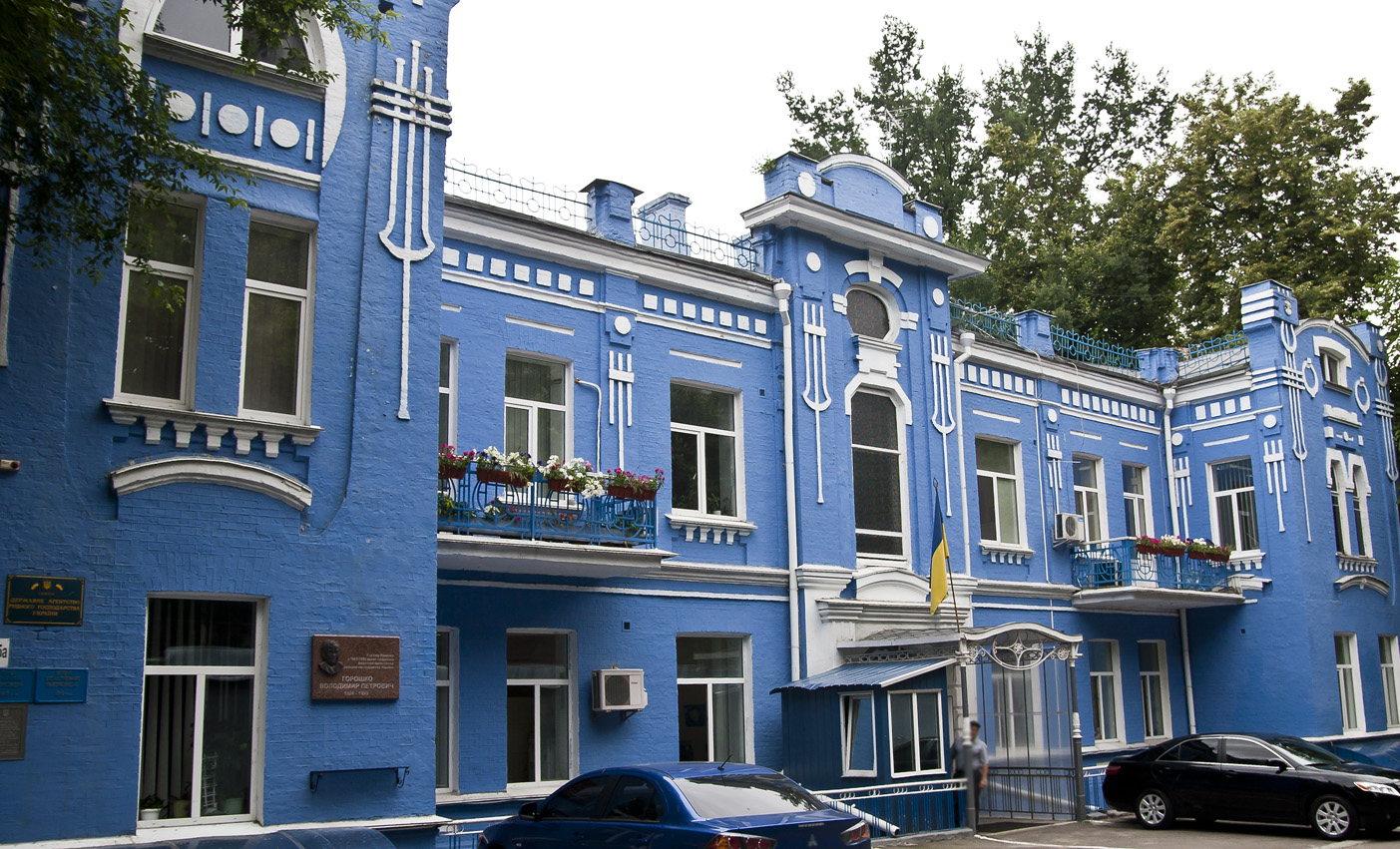
Будівля риборозвідні Шелюжків на вулиці Січових Стрільців, 45А в Києві (1910)

Шелюжко був не лише засновником і власником найбільшої фірми з продажу тропічних риб. Він займався описом біології та вивченням умов утримання й розмноження нових для акваріумів видів. Так, наприклад, він був єдиним на свій час розмножувачем сомика-каліхта Calichthys calichthys. Шелюжко докладно описав та один із перших розмножив живородну щучку Belonesox belizanus. У 1908 році він придбав у Німеччині 6-сантиметровий екземпляр під назвою «Cynodon spec.». У тому ж році цей вид було визначено як Serrasalmo rhombeus (L.), або піранья. Таким чином, Шелюжко вперше привіз у Росію екземпляр піраньї, а роком пізніше — ще двох особин. Першим представив публіці у 1911 екземпляри тетрадона куткутья. Лев Шелюжко був постійним учасником усіх російських виставок з акваріумістики.

### Лепідоптеролог
Утім, в зоологічному світі Шелюжко відомий найперше як лепідоптеролог. Він не просто збирав лускокрилих, а й був справжнім знавцем, що намагався якнайповніше описати українську та світову фауну. Так, він доклав зусилля, щоб у його колекції було представлено все світове різноманіття метеликів Parnassius та Colias. Разом із зоологом Образцовим він склав опис денних метеликів України, що налічував 157 видів. За результатами власних та чужих експедицій Шелюжко описав десятки нових видів та підвидів метеликів з Європи, Кавказу, Середньої Азії, Далекого Сходу. Для багатьох груп прояснив структуру родів.
Колекція лускокрилих Зоологічного музею Київського національного університету ім. Тараса Шевченка, що була створена багаторічними зусиллями Шелюжка, безумовно є національним надбанням України і має ним залишатися.
Працюючи в Києві, вплинув на наукове становлення багатьох українських ентомологів (з ним працювали Євген Савченко, Микола Образцов та інші), а також вже з Німеччини у 50-ті роки листувався з Юрієм Некрутенком, який, за власними словами, отримав від Шелюжка перші уроки «камерної лепідоптерології».

## Вшанування пам'яті

### У зоології
На честь Шелюжка було названо метеликів:
- два види п'ядунів Шелюжка, Charissa sheljuzhkoi (Schawerda, 1924) і Tshimganitia sheljuzhkoi[sv] Wehrli, 1935
- синявець Філліс Шелюжка, Agrodiaetus phyllis sheljuzhkoi Forster, 1960
- древоточець Cossulus sheljuzhkoi[en] (Zukovski, 1936)
- синявець Polyommatus vanensis sheljuzhkoi Forster, 1960
- совка Шелюжка Scotocampa sheljuzhkoi Gyulai & Ronkai, 2002
- очняк Шелюжка Hyponephele sheljuzhkoi Samodurov & Tschikolovez, 1996[8][9]
- очняк Erebia iranica sheljuzhkoi
- бражник Hyles nicaea sheljuzhkoi (Dublitzky, 1928)[10]

Також було названо два види риб:
- Epiplatys chaperi sheljuzhkoi[11]
- Афронандус Шелюжка (Meinken, 1954)[12].

### Спогади Тимофеєва-Ресовського
У будинку Шелюжків своє дитинство (1908—1914) проводив генетик Микола Тимофєєв-Ресовський. Він згадував про Льва і Андрія Шелюжків:

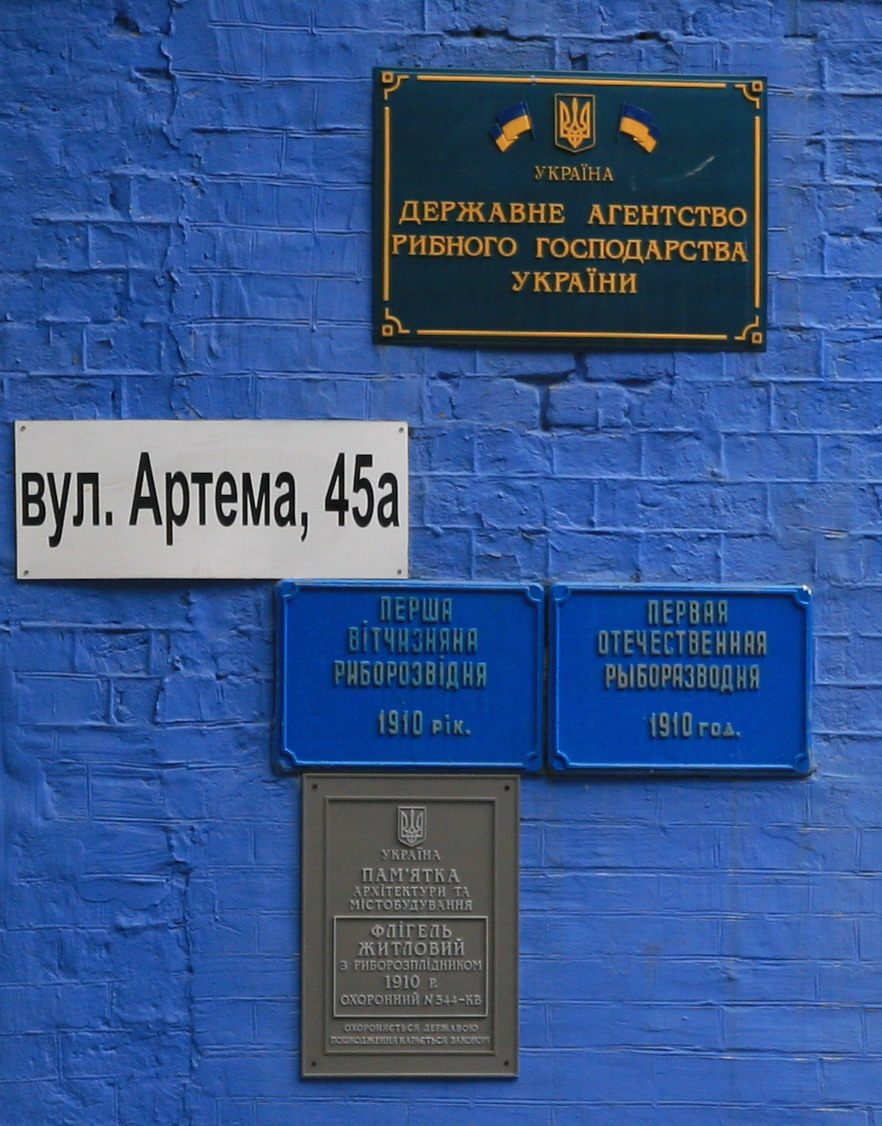
Меморіальні дошки на будівлі риборозводні

|  | У Києві ми жили на Великій Житомирській, 8 в будинку, що належав такому цукровому мільйонеру Шелюжку. Як мільйонер він був мені відверто нецікавий, але ми були великими друзями, попри те, що він був, напевне, рази в чотири старший. Він був власником знаменитої розвідні Шелюжка в Києві на Львівській вулиці. Поруч із риборозвіднею Андрія Івановича Шелюжка на Львівській, 45 знаходилось також київське відділення Товариства любителів рослин і акваріумів, секцію акваріумів якого очолював Л. А. Шелюжко, син цукрозаводчика. Розвідня Шелюжка — це були дві великі оранжереї, засклені бетон і скло. З басейнами, акваріумами і всякою штукою. Це була найбільша риборозвідня акваріумних рибок у світі, більше гамбурзьких риборозводень. Головними імпортерами в той час були гамбурзькі рибоводи. Ну, і потім Шелюжко до їхньої компанії теж увійшов. А я в молодості, і з дитинства навіть, захоплювався акваріумами. В мене бувало до 35-40 акваріумів одночасно... ...Шелюжко, в будинку якого ми жили в Києві, також з малих років, незважаючи на те, що був мільйонером і цукрозаводчиком, по суті, був зоологом, акваріумістом. В нього були як гамбурзькі всі види риб, так і час від часу він, так би мовити, оплачував власні експедиції для добування нових акваріумних тропічних рибок. І я, звичайно, час від часу в його риборозвіднях днював і ледве не ночував. І тому риб, що мене цікавили, в мене був максимально можливий набір. Оригінальний текст (рос.) В Киеве мы жили на Большой Житомирской, 8, в доме, принадлежавшем такому сахарному миллионеру Шелюжко. Как, миллионер он был мне совершенно неинтересен, но мы были большими друзьями, несмотря на то, что он был, наверное, раза в четыре старше. Он был владельцем знаменитой разводни Шелюжки в Киеве на Львовской улице. Рядом с рыборазводней Андрея Ивановича Шелюжко на Львовской, 45 находилось также киевское отделение Общества любителей растений и аквариумов, секцию аквариумов которого возглавлял Л.А. Шелюжко, сын сахарозаводчика. Разводня Шелюжко — это были две больших оранжереи застекленных, бетон и стекло. С бассейнами, аквариумами и всякой штукой. Это была самая крупная рыборазводня аквариумных рыбок в мире, больше гамбургских рыборазводен. Главными импортерами в то время были гамбургские рыбоводы. Ну, и потом Шелюжко в их компанию тоже вошел. А я в молодости, и с детства даже, увлекался аквариумами. У меня бывало до 35-40 аквариумов одновременно... ...Шелюжко, в доме которого мы жили в Киеве, тоже с малых лет, несмотря на то, что был миллионером и сахарозаводчиком, по сути дела, был зоологом, аквариумистом. У него были как гамбургские все виды рыб, так и время от времени он, так сказать, оплачивал собственные экспедиции для добычи новых аквариумных тропических рыбок. И я, конечно, временами в его рыборазводнях дневал и чуть не ночевал. И поэтому интересующих меня рыб у меня был максимально возможный набор. |

## Цікаві факти
Будівлю риборозвідні Шелюжків на вулиці Січових Стрільців у 30-ті роки XX століття передали Українському науково-дослідному інституту рибного господарства. У 1950-х роках тут знову стали розводити екзотичних риб, які продавали в єдиному тоді зоомагазині. У міській садибі Шелюжків зараз знаходиться Держкомітет рибного господарства. На будинку вказано, що саме тут знаходилася перша вітчизняна риборозвідня, але ім'я Шелюжка не згадується.

## Список метеликів, описаних Шелюжком
- Agrodiaetus damocles krymaeus Sheljuzhko, 1928
- Acrodontis kotshubjei Sheljuzhko, 1944
- Archon apollinus armeniaca Sheljuzhko, 1925
- Aricia teberdina Sheljuzhko, 1934
- Bembecia albanensis kalavrytana Sheljuzhko, 1924
- Boloria selenis samkoi Sheljuzhko, 1931
- Catocala aenigma[en] Sheljuzhko, 1943
- Catopta rocharva[en] Sheljuzhko, 1943
- Chamaesphecia ferganae Sheljuzhko, 1924
- Coenonympha glycerion alta Sheljuzhko, 1937
- Colias thisoa shakuhensis Sheljuzhko, 1935
- Colias thisoa strandiana Sheljuzhko, 1935
- Erebia kozhantshikovi Sheljuzhko,1925
- Euphydryas iduna inexpectata Sheljuzhko, 1934
- Gastropacha orientalis Sheljuzhko, 1943
- Gonepteryx cleopatra citrina Sheljuzhko, 1925
- Hypermnestra helios hyrcana Sheljuzhko,1956
- Luehdorfia puziloi inexpecta Sheljuzhko, 1913
- Maculinea ussuriensis Sheljuzhko 1928
- Maculinea nausithous kijevensis Sheljuzhko, 1928
- Melitaea avinovi Sheljuzhko, 1914
- Melitaea didyma turkestanica Sheljuzhko,1929
- Ochropacha (Palimpsestis) duplaris kamtschadalis Sheljuzhko, 1926
- Papilio machaon neochinensis Sheljuzhko, 1913
- Papilio machaon ussuriensis Sheljuzhko, 1910
- Pararge jachontovi[sv] Sheljuzhko, 1937
- Parnassius apollo tkatshukovi Sheljuzhko, 1935
- Pieris napi bryonides Sheljuzhko, 1910
- Pieris napi neobryonix Sheljuzhko
- Pieris pseudorapae suffusa Sheljuzhko, 1931
- Polyommatus eros kamtshadalis Sheljuzhko, 1933
- Polyommatus icarus fuchsi Sheljuzhko,1928
- Polytela cliens aethiopica Sheljuzhko, 1960
- Proterebia afra krymaea Sheljuzhko, 1929
- Pseudochazara alpina rjabovi Sheljuzhko, 1935
- Scopula tessellaria proutiana Sheljuzhko, 1955
- Sesia shugnana Sheljuzhko, 1943
- Synanthedon martjanovi Sheljuzhko, 1918
- Zeuzera nubila babadzhanidii Sheljuzhko, 1913
- Zygaena (Coelestis) ferganae Sheljuzhko, 1941
- Zygaena alpherakyi Sheljuzhko, 1936
- Zygaena dorycnii karabaghensis Holik & Sheljuzhko, 1958
- Zygaena ephialtes tambovensis Holik & Sheljuzhko, 1953
- Zygaena ephialtes taurida Holik & Sheljuzhko, 1953
- Zygaena pamira Sheljuzhko, 1919

### Роботи з акваріумістики
- Л. А. Шелюжко. Редкие рыбы аквариума (Serrasalmo rhombeus) — В., 1911, 35.
- Л. А. Шелюжко. Каталог первой русской рыборазводни. — Киев: [б. и.], 1912 — N 3. — 56 с. — б.ц.
- Л. А. Шелюжко. Каталог первой русской рыборазводни. — Киев: [б. и.], 1912 — N 4. — 32 с. — 0.03 р.
- Л. А. Шелюжко. Семейство зубатых карпов. I часть. Икромечущие (Oviparae). Г. Киев.
- Л. Шелюжко. Сомовые рыбы и их содержание в аквариуме (Ж., 1908, 69, 104 и 162).
- Л. А. Шелюжко. Belonesox belizanus (В., 1911, 3).
- Л. Шелюжко. Мои четырезубцы (В., 1911, 241).

### Наукові праці з ентомології

#### 1907—1919
- Некоторые новые формы чешуекрылых. Русское Энтомологическое обозрение. С-Пб. VII: 232—234. (1907) 1908. Архів оригіналу за 2 липня 2016.
- Мелкие лепидоптерологические заметки. Русское Энтомологическое обозрение. С-Пб. IX: 383—385. (1909) 1910. Архів оригіналу за 2 липня 2016.
- Eine neue Form von Melitaea didyma O. — Iris(Dresden), XXVI, 1912, pp. 137-138.
- Lepidopterologische Notizen. — Там же, XXVII, 1913, pp. 13-22.
- Gegen unnütze und bewußte Aufstellung von Synonymen. — Там же, pp. 111-115.
- Euchloe falloui Allard f. (morpha aest.?) lucida (f. nova). — Там же, pp. 166 bis 168(mit 1 Abbildung).
- Neue Rhopaloceren vom Pamir.— Там же, XXVIII, 1914, pp. 18-22.
- Bemerkungen über Parnassius eversmanni Men.— Zeitschr. wiss. Ins.- biol., Berlin, X, 1918, pp. 1-6.
- Diagnoses lepidopterorum novorum Sibiriae. — N. Beitr. System. Insektenkunde (Berlin), I, 1918, p. 104.
- Einige Ergänzungen zu meinen Arbeiten. — Iris(Dresden), XXXII, 1919, pp. 130-133.
- Parnassius Apollo in Südwest-Rußland. — Zeitschr. wiss. Ins.-biol, (Berlin), XV, 1919, pp. 36-41.
- Neue palaearktische Lepidopteren-Formen. — N. Beitr. System. Ins.-kunde, (Berlin), I, 1919, pp. 123-132.

#### 1920—1933
- Panthea coenobita ussuriensis Warnecke. — Zeitschr. wiss. Ins.-biologie(Berlin), XV,1920,p. 188.
- Panthea coenobita f. Immaculata (f.nova). — Там же, XV., 1920, p. 188.
- Цікаві лепідоптерологічні знахідки на Вкраїні. — «Наукові записки» (Київ), 1922,т. 1,8 стор.
- Lepidopteres nouveaux ou peu connus de la Siberie. — Annales Soc. Ent.France(Paris), XCI,1923,pp. 281-290,tab V.
- Zvgaena centaureae F. d. W. und ihr Vorkommen in der Ukraine. — Mitteil. Münchn. Ent. Ges., XIV, 1924, pp. 25-37.
- Eine verspätete Antwort. — Там же, pp. 37 — 42, 55—56.
- Übersicht der kaukasischen Rassen von Parnassius Apollo L. — Там же, pp. 42-54.
- Neue Parnassius-Formen. — Zeitschr. Oesterr. Ent. Ver. (Wien), IX, 1924, pp. 57-60, 67—71.
- Zur Verbreitung von Smerinthus caecus Men. — Iris (Dresden), XXXVIII, 1924, pp. 181-182.
- Zwei neue palaearktische Aegeriiden-Arten. — Там же, pp. 183-185.
- Eine verkannte Noctuide(Erastria umbrivaga Krul.). — Zeitschr. Oesterr. Ent. Ver.(Wien), IX, 1924, pp. 38-39.
- Neue Erebien aus Sibirien. — Ent. Anzeiger (Wien), IV, 1924, pp. 165 bis 167; V, 1925, pp. 1-3,9—10.
- Eine neue Rasse von Pararge climene Esp. — Там же, V, 1925, pp. 89 — 91.
- Eine merkwürdige Parnassius-Aberration.— Там же, pp. 137-138.
- Neue Pieriden-Formen. — Mitteil. Münchn. Ent. Ges., XV, 1925, pp. 96 bis 100.
- Neue Parnassünen-Formen. — Zeitschr. Oesterr. Ent. Ver. (Wien), X, 1925, pp. 85-89.
- Neue palaearktische Heteroceren. — Iris (Dresden), XL, 1926, pp. 56 — 65.
- Berichtigung. — Там же, p. 154.
- Eineneue Catocala-Art aus dem Ussuri-Gebiete. — Lep. Rundsch. (Wien), I, 1927, pp. 1-3.
- Zerynthia (Thais) cerisyi God. In Transkaukasien. — Iris (Dresden), XVi, 1927, pp. 197-204.
- Parnassius bremeri amgunensis (subsp. nov.) — ein vermutliches Binde- glied zwischen P. bi-emeri Brem.und P. hoebus F. —Mitteil. Münchn. Ent. Ges.,XVIII, 1928, pp. 1-8.
- Callogonia (Telesilla) virgo Tr. in Transkaukasien. — Lep.Rundsch., (Wien).I., 1927, pp. 134-136.
- Euchloe ausonia pfaffi. — Там же, p. 144.
- Neue palaearktische Lycaeniden.—Там же, II,1928, pp. 44 — 46,51 — 2, 62—4, 1tab.
- Nochmals über die ost-russischen Euchloe ausonia-Rassen. — Там же, pp. 71-76.
- Nachschrift zum Artikel: «Nochmals über die ost-russischen Euchloeausonia-Rassen». — Там же, p. 76.
- Bemerkungen über einige Lycaenidendes Bezirkes von Minussinsk (Gouv. Jenissej, Sibirien).— Там же, pp. 110-112, 116—120.
- Über Parnassius apolloab. Bergeri Otto. — Zeitschr. österr. Ent.Ver., (Wien), XIII, 1928, p. 49.
- Памяти Л. К. Круликовского. — Русск. энтомол. обозр., 18: 1-9, 1930
- Zur Kenntnis der Melanargia halimede-Gruppe.— Ent. Anz. (Wien), IX, 1929,pp. 13-15,25—29, 45—50, 118—119,120—122, 33figs.
- Einige neue palaearktische Lepidopteren-Formen. — Mitteil. Münchn. Ent. Ges., XIX,1929, pt3. 337—362, t.XXVIII.
- Einige Bemerkungen über Melitaea alaStgr. — Там же, pp. 363 — 369, t. XXVI.
- Berichtigung. — Там же, p. 370.
- Was ist Nacliamodesta Krul.? — Ent. Zeitschr. (Frankf. a. M.), XLIV, 1930, pp. 163-164.
- Achschrift um Artikel: «Zur Kenntnis er Melanargia halimede- Gruppe». —nt. Anzeiger, Wien, IX, 1929, pp. 120-122.
- Zwei neue Brenthis-Rassen aus West-Sibirien. — Intern. Ent. Zeitschr. (Guben), XXV, pp. 45-47.
- Einige Randbemerkungen zum «Supplement» zuden «Groß- chmetterl. Der Erde». — Там же, pp. 69-74.
- Nochmals über die Melanargia halimede-Gruppe. — Ent. Anzeiger (Wien), XI, 1931, pp. 7-10, 25—28, 45—48, 65—68, 95—98, 113—116, 137 bis 139, 3 figs
- Berichtigung zum Aufsatz: «Zwei neue Brenthis-Rassen aus West-Sibirien». — Intern. Ent.Zeitschr. (Guben), XXVI, 1932, p. 199.
- Л. Шелюжко, Е. Савченко. Обзор насекомых-вредителей махорки. — Тр. Всесоюзн. ин-та махорочной пром-сти. № 1. С. 202—217
- Zwei neue Rassen von Celerio hippophaes Esp.— Mitteil. Münchn. Ent. Ges., XXIII, 1933,pp. 43-45.
- Главнейшие вредители махорки и основные меры борьбы с ними. / Харьков-Киев: Изд-во НКСнаба УССР, 1933. 52 с.
- Eine neue Aplecta aus Ostsibirien. — Zeitschr. österr.Ent. Ver. (Wien), XVIII, 1933,pp. 69-70,t. XIII.
- Eine neue Lycaena-Formaus Kamtschatka. — Там же, p. 85.

#### 1934—1941
- Neue Lepidopteren aus dem Nordkaukasus. — Там же, XIX, 1934, pp. 30 bis 32, 39—40, t. IV.
- Eine neue Callimorpha dominulaasse aus dem Kaukasus. — Ent. Zeitschr. (Frankf. a. M.), XLVIII, 1934, pp. 73-75.
- Zwei neue Parnassius-Rassen aus Transkaukasien. — Zeitschr. österr. Ent. Ver. (Wien), XX,1935, pp. 22-24, Tab. II.
- Eine neue Rassevon Callimorpha quadripunctaria Poda aus Transkaukasien. — Там же, pp. 21-22. 36.
- Berichtigung. Callimorphaquadripunctaria tkatshukovi Shel. (1935) = splendidior Tams (1922). — Там же, p. 67.
- Lepidopterologische Ergebnisse meiner Reise nach dem Teberda- ebiet (Nordwest-Kaukasus). Einleitung, Papilionidae, Pieridae. — Folia Zool. Hydrobiol. (Riga), VIII, 1935, pp. 117-140, tab. VI.
- Zur Kenntnis des Formenkreises von Satyrus guriensis. — Там же, pp. 294-302.
- Papilionidae, Nymphalidae, Satyridae, Lycaenidae. — In: Visser, Karakorum (Berlin), I, 1935.
- Einige neue und wenig bekannte Lepidopteren aus demwestlichen Tian-Shan. — Mitteil. Münchn. Ent. Ges., XXV, 1935, pp. 27-38, tab. II.
- Drei neue Aegeriiden- Artenaus Zentral-Asien. — Zeitschr. Österr. Ent. Ver. (Wien), XX, 1935,pp. 53-55, 64.
- ZurKenntnis der kaukasischen Zygaenen.— Folia Zool. Hydrobiol.(Riga), IX, 1936, pp. 14-22.
- Lepidopteiologische Ergebnisse meiner Reise nach dem Teberda-Gebiet (Nordwest-Kaukasus). Satyridae. — Festschr. Prof. Dr. E. Strand (Riga), II, 1937, pp. 322-354.
- Образцов М. С., Шелюжко Л.А. Денні метелики (Rhopalocera) УРСР. Додаток. — А. А. Яхонтов. Денні метелики. — К: Рад. шк., 1939
- К фауне чешуекрылых Сванетии. — Труды зоологического сектора, т. 3, 1941, стр. 105—115
- Матеріали до лепідоптерофауни Київщини . Bombyces i Sphinges. 1. — Тр. Зоологічного музею. — К., КДУ, 1941. — Т. 1. — С. 1-101.
- Eine neue Zygaena aus Zentralasien. — Zeitschr. Wien. Ent. Ges., XXVIII, 1941, pp. 6-9.

#### 1943—1969
- Leo Sheljuzhko (1943). Lepidopterologische Ergebnisse der Pamir-Expedition des Kijever Zoologischen Museums im Jahre 1937. I. Reisebericht (PDF). Mitteilungen der Münchner Entomologischen Gesellschaft. 33: 58—74. Архів оригіналу (PDF) за 27 липня 2014.
- Leo Sheljuzhko (1943). Lepidopterologische Ergebnisse der Pamir-Expedition. II. Neue Lepidopteren aus dem westlichen Pamir (PDF). Mitteilungen der Münchner Entomologischen Gesellschaft. 33: 75—85. Архів оригіналу (PDF) за 27 липня 2014.
- Eine neue Rasse von Parnassius Mnemosyne L. aus Zentralasien.— Zeitschr. Wien. Ent.Ges., XXVIII, 1943, pp. 81-85.
- Neue palaearktische Lasiocampiden. — Там же, pp. 245-250, tab. XIII.
- Drei neue Rassen von Eudia pavonia. — Там же, pp. 266-268, t. XVII.
- Neuepalaearktische Catocalinen. — Iris (Dresden), LVII, 1943, pp. 55bis 66, tt. I—IL
- Ein neuer Spanner aus dem Ussuri-Gebiet (Acrodontis kotshubeji spec. nov.). — Zeitschr. Wien. Ent. Ges. XXIX,1944, pp. 208-210, t. XII.
- Bemerkungen überdie sibirischen Rassen von Leucobrephos middendorffii Men. — Там же, pp. 257-261.
- Neue und wenigbekannte Noctuidenund Geometriden der Zoologischen Staatssammlungin München. — Mitteil. Münchn. Ent. Ges., XXXXIV/XXXXV, 1955, pp. 277-292 (mit 2 Textfig.), tab.V.
- Otto Holik, Leo Sheljuzhko (1955). Über die Zygaenen-Fauna Osteuropas, Klein-Asiens, Irans, Zentralasiens und Sibiriens (PDF). Mitteilungen der Münchner Entomologischen Gesellschaft. 43: 102—226. Архів оригіналу (PDF) за 27 липня 2014.
- Otto Holik, Leo Sheljuzhko (1955). Über die Zygaenen-Fauna Osteuropas, Klein-Asiens, Irans, Zentralasiens und Sibiriens (PDF). Mitteilungen der Münchner Entomologischen Gesellschaft. 44—45: 26—158. Архів оригіналу (PDF) за 27 липня 2014.
- Otto Holik, Leo Sheljuzhko (1956). Über die Zygaenen-Fauna Osteuropas, Klein-Asiens, Irans, Zentralasiens und Sibiriens. Mitteilungen der Münchner Entomologischen Gesellschaft. 46: 92—239.
- Otto Holik, Leo Sheljuzhko (1957). Über die Zygaenen-Fauna Osteuropas, Klein-Asiens, Irans, Zentralasiens und Sibiriens (PDF). Mitteilungen der Münchner Entomologischen Gesellschaft. 47: 143—185. Архів оригіналу (PDF) за 27 липня 2014.
- Über Parnassius mnemosyne teberdaensis Eisner. Entom. Zeitschr. (Frankf. a.M.), 66, 1956, pp. 213-215.
- Über Aberrationsnamen und «nomina collectiva».— Entom.Zeitschr. (Frankf. a. M.), 67, 1957, pp. 28-40.
- Leo Sheljuzhko (1956). Über die Übertragung von Aberrationsnamen auf Subspezies (PDF). Mitteilungen der Münchner Entomologischen Gesellschaft. 46: 291—303. Архів оригіналу (PDF) за 27 липня 2014.
- Comment on Almasov/Boltovslcoy Plan relating of the transliteration of Cyrillic Cliaracters. (Document 26/9). — Bull. Zool. Nomencl. (London), vol. 15, 1958, Double-Part 18/19.
- Zur Verbreitung von Polytela cliens (Fldr. u. Rgnhf.), nebst Beschreibung einer neuen Unterart. — Opuscula Zool. (München), Nr. 45, 1960.
- Zur Kenntnis der Pieris melete-Gruppe. Einleitung und Teil I (Amur- und Ussuri-Gebiet, Mandschurei und Korea). — Zeitschr. Wien. Ent. Ges., 47,1960, pp. 4-13, 20—29, 36—51 (mit 5 Taf. u.2 Textflg.).
- Parnassius nordmanni Men. in Kleinasien. — Ent. Zeitschr. (Frankf. a. Main) 71, 1961, pp. 33-36.
- Zur Kenntnis der mazedonischen Unterarten von Parnassius mnemosyne L. — Ent. Zeitschr. (Frankf. a. M.), 72, 1962, pp. 85-92, 96—108, 117—123.
- Leo Sheljuzhko (1963). Zur Kenntnis der Pieris melete-Gruppe. Teil II. Nördliche Inseln: Sachalin (= Saghalien, Karafuto) und die Kurilen (PDF). Zeitschr. Wien. Ent. Ges. 48 (mit 21 Fig. auf 5 Taf. u. 1 Kartenskizze): 6—10, 51—64. Архів оригіналу (PDF) за 22 липня 2012.
- Noctuidae, Quadrifinae, Agaristidae. — In: Lepidoptera der Deutschen Nepal-Expedition 1955. II. — Veröff. Zool. Staatssamml. München, 8, 1964, pp. 41-42.
- Otto Holik, F. Daniel, Leo Sheljuzhko — Nachrichtenblatt Bayer. Entomologen, 13, 1964, pp. 49-54 (mit 1 Lichtbild).
- Zur Kenntnis der Pieris meleteruppe. Teil III. Nochmals über die Korea-Unterarten von Pieris melete Men. — Zeitschr. Wien. Ent. Ges., 49, 1965, pp. 159-174 (mit 26 Fig. auf 4 Taf. u. 1 Kartenskizze).
- C. Eisner, L. Sheljuzhko. Was ist Parnassius caesar? — Zool. Mededel., Leiden, 40, 1965, pp. 211 bis 214, tt. 1 — 2 («Parnassiana nova», XXXVIII)
- Literaturbesprechung: Eisner C, Parnassiiden-Typen inder Sammlung J.C. Eisner. (Zool. Verhandel.,No 81. Leiden. 1966, 190 pp., 84 tt.). — Mitteil. Münchn. Ent. Ges., 56, (1966) 1967, pp. 205-206.
- Ergebnisseder zoologischen Forschungen von Dr. Z.Kaszab in der Mongolei. Noctuidae der I. und II. Expedition. — Reichenbachia, IX, 1967, Nr. 24,Dresden, pp. 209-227, ff. 1—9. ZurKenntnis der Pierismelete-Gruppe. Teil IV. Japan. Z. Wien. Ent.G es., 54, 1969, pp. 23-43,Tf. 6—11.